# Albanische Literatur

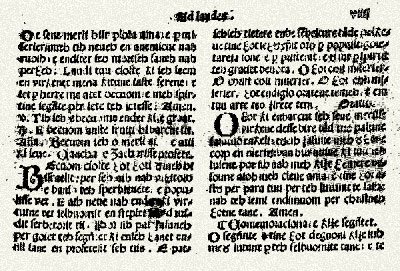
Auszug aus dem Messbuch (alb. Meshari) von Gjon Buzuku, das älteste gedruckte albanische Buch (1555)

Die albanische Literatur (albanisch Letërsia shqiptare) umfasst die in albanischer Sprache verfassten Werke nicht nur aus Albanien selbst, sondern auch aus Kosovo, Nordmazedonien, Montenegro und Serbien. Auch die im eigenen Dialekt geschriebene Literatur der Arbëresh in Italien sowie das literarische Werk albanischer Diaspora- und Exilautoren gehören dazu.

## Historischer Überblick
Albanische Literatur im eigentlichen Sinn gibt es seit dem 19. Jahrhundert. Vorher haben nur einige wenige Autoren Texte auf Albanisch verfasst und publiziert. Das älteste gedruckte albanische Werk ist das Messbuch von Gjon Buzuku aus dem Jahr 1555. Der späte Beginn einer eigenständigen albanischen Literatur findet seine Parallelen bei den meisten anderen Balkanvölkern, die wie die Albaner mehrere Jahrhunderte unter der Herrschaft des Osmanischen Reiches standen. In diesem Staatswesen waren Arabisch und Osmanisch beziehungsweise Türkisch Verwaltungs- und Literatursprachen. Daneben hatten unter den Osmanen noch Griechisch und Persisch eine weitere Verbreitung als Schriftsprachen. Bei den mehrheitlich muslimischen Albanern war die Volkssprache auch im religiösen Bereich ohne Tradition. Die christlichen Minderheiten benutzten im Gottesdienst Griechisch bzw. Latein. In albanischer Sprache gab es nur eine mündliche Überlieferung von Märchen und Volkspoesie. Zu den bekanntesten Volkslegenden gehört Konstantin und Doruntina.
Die Entstehung der modernen albanischen Literatur ist eng verbunden mit den Bemühungen zur Schaffung einer einheitlichen albanischen Schriftsprache, die Mitte des 19. Jahrhunderts einsetzten und Bestandteil der ersten Phase der albanischen Nationalbewegung Rilindja waren. Im Mittelpunkt der Rilindja standen zunächst kulturelle und literarische Belange. Auch in dieser Hinsicht verlief die Entwicklung bei den Albanern wie bei den anderen kleinen Völkern im Osten Europas, die noch unter der Herrschaft multinationaler Reiche standen.
Anfangs war die literarische Produktion in albanischer Sprache stark von den verschiedenen kulturellen Traditionen der Regionen geprägt, in denen die einzelnen Autoren lebten. Bis Ende des 19. Jahrhunderts spielten neben den Schriftstellern aus dem albanischen Siedlungsgebiet auf dem Balkan auch die schon seit langem in Italien ansässigen Arbëresh eine große Rolle. In Albanien selbst hebt sich die gegische Literatur des Nordens von der toskischen des Südens ab, und auch die religiösen Unterschiede (muslimisch oder christlich) waren noch bis Mitte des 20. Jahrhunderts prägend. In der kommunistischen Zeit, als kaum Kontakte über die Grenzen möglich waren, bildeten sich zwischen dem literarischen Schaffen in Albanien und im Kosovo deutliche Unterschiede heraus, die auch die verschiedenen Lebensverhältnisse der Albaner in beiden Ländern widerspiegelten. In den vergangenen Jahren sind die Literaturszenen Albaniens und Kosovos sich aber sichtbar näher gekommen. Es gibt heute einen das gesamte albanische Sprachgebiet umfassenden Buchmarkt.
Die Geschichte der albanischen Literatur lässt sich in fünf Zeitabschnitte gliedern:
1. die frühen Autoren vom 16. bis zum 18. Jahrhundert,
2. die Zeit der Nationalbewegung im 19. Jahrhundert,
3. von der Unabhängigkeit 1912 bis zum Ende des Zweiten Weltkriegs 1944,
4. die Zeit des Kommunismus 1944–1990,
5. und die zeitgenössische Literatur seit 1990.

## Die frühen Autoren
Am Anfang der albanischen Literaturgeschichte steht der Historiker Marin Barleti († 1513) aus Shkodra. Er verfasste eine umfangreiche Biographie des Fürsten Skanderbeg (Historia de vita et gestis Scanderbegi Epirotarum principis, Rom 1510) in lateinischer Sprache. Wegen der Thematik und auch der in Gelehrtenkreisen überall verständlichen Sprache fand dieses Werk europaweit Leser. Es wurde bis ins 18. Jahrhundert immer wieder aufgelegt und in zahlreiche europäische Sprachen übersetzt.
Das erste Buch in albanischer Sprache war eine Teilübersetzung des katholischen Missale, die der bei Venedig lebende Kleriker Gjon Buzuku anfertigte und 1555 drucken ließ. Es dauerte rund vier Jahrzehnte bis zum Erscheinen der nächsten albanischen Druckschrift. 1592 veröffentlichte der auf Sizilien lebende orthodoxe Geistliche Lekë Matrënga († 1619) unter dem Titel E mbsuame e krështerë die Übersetzung eines kurzen lateinischen Katechismus. Dies ist das älteste Buch im toskischen Dialekt. Pjetër Budi († 1622), der Bischof von Sapa war, ließ 1621 seine Übersetzung des damals weit verbreiteten Katechismus von Robert Bellarmin drucken. Im Anhang veröffentlichte er eigene Verse mit religiöser Thematik. Budi verfasste auch einen Beichtspiegel, eine Handreichung zur katholischen Messe und übersetzte das Rituale Romanum. Schon der nächsten Generation gehört Andrea Bogdani († 1683) an, der katholischer Erzbischof von Skopje war. Er verfasste eine lateinisch-albanische Grammatik, die verloren gegangen ist, aber von seinem Neffen Pjetër Bogdani († 1689) bei seiner literarischen Tätigkeit benutzt worden ist. Der jüngere Bogdani war Bischof von Shkodra. Sein 1686 erschienenes Buch Cuneus Prophetarum, das biblische Themen behandelt, ist der mit Abstand bedeutendste Prosatext der frühen albanischen Literaturgeschichte. Das Buch erlebte bis 1702 noch zwei Nachauflagen.
Giulio Variboba († 1788) gehörte zu den Arbëresh, der seit dem 15. Jahrhundert in Italien ansässigen albanischen Minderheit. Er ließ 1761 sein Poem Ghiella e Shën Mëriis Virghiër (Das Leben der Jungfrau Maria) drucken. Dies war das einzige Buch, das im 18. Jahrhundert in der Sprache der Italo-Albaner gedruckt wurde. Nicola Chetta († 1803) war ein weiterer Autor der Arbëresh, der auch auf Albanisch schrieb. Der Leiter des griechischen Seminars in Palermo verfasste Verse mit religiöser Thematik auf Albanisch und Griechisch.
Zu Beginn des 18. Jahrhunderts traten auch islamische Autoren mit poetischen Werken in albanischer Sprache an die Öffentlichkeit. Nach Form und Inhalt standen ihre Schöpfungen in der Tradition der persischen Dichtkunst, die damals im Osmanischen Reich beliebt und angesehen war. Geschrieben wurde die so genannte Bejtexhinj-Literatur in arabischer Schrift. Namhafte Vertreter dieses Stils waren Nezim Frakulla, Sulejman Naibi und Hasan Zyko Kamberi.

## Die Literatur der Rilindja im 19. Jahrhundert
Im 19. Jahrhundert entwickelten sich bei den meisten Völkern Südosteuropas Nationalbewegungen, an deren Anfang stets ein kultureller Aufbruch stand. Kleine Gruppen gebildeter Männer begannen sich für die traditionelle Kultur ihres Volkes zu interessieren und sammelten deren Zeugnisse. Sie schufen eine moderne Schriftsprache, und mehr oder weniger gleichzeitig entstanden die ersten Werke der jeweiligen Nationalliteraturen. Beeinflusst wurden die erste Generation der nationalen Aktivisten dabei von west- bzw. mitteleuropäischen kulturellen und politischen Vorbildern, denn dort war die Nation als gesellschaftliches Ordnungsprinzip des Bürgertums entstanden und hatte sich in vielen Ländern auch schon durchgesetzt.
Selbst für südosteuropäische Verhältnisse zeigten sich die ersten Ansätze einer Nationalbewegung bei den Albanern erst spät, denn die kulturellen und gesellschaftlichen Verhältnisse dafür waren denkbar ungünstig. Während die Griechen, Serben und Bulgaren religiös einheitlich waren und ihre orthodoxen Nationalkirchen während der langen osmanischen Fremdherrschaft die kulturelle Identität dieser Völker bewahren und pflegen konnten, waren die Albaner konfessionell gespalten. Die muslimischen Eliten begriffen sich als Teil der osmanischen Oberschicht, die Orthodoxen wurden von griechischen Priestern geführt und den Katholiken standen ihre Glaubensgenossen in Italien oder im Habsburgerreich oft näher, als ihre muslimischen Nachbarn. Dazu kam, dass das politische System des Osmanischen Reiches den orthodoxen Kirchen gewisse Autonomierechte gewährte. So konnten sie beispielsweise Bücher in ihren Sprachen drucken lassen und Schulen betreiben. Erst im Zuge der Tanzimat-Reformen erhielten auch die Katholiken diese Möglichkeiten. Für eigenständige kulturelle Regungen der kleinen muslimischen Völker (Bosnier und Albaner) hatte die Regierung aber kein Verständnis. So wurde die Publikation albanischsprachiger Bücher noch bis Anfang des 20. Jahrhunderts immer wieder verboten, und auch muttersprachlichen Schulunterricht durfte es für die Muslime auf dem Balkan nicht geben. Dies sind die Gründe für die langsame Entwicklung der albanischen Literatur in jener Zeit.
Die Existenzkrise des Osmanischen Reiches wurde für die albanischen Eliten im Zusammenhang mit dem Russisch-Türkischen Krieg 1877–1878 und den Bestimmungen des Vertrags von San Stefano offenbar. Nun war auch das albanische Siedlungsgebiet von den Zerfallserscheinungen des Reiches betroffen. Darauf musste eine politische Antwort gefunden werden. Die von den Albanern gegründete Liga von Prizren forderte deshalb ein autonomes albanisches Vilâyet innerhalb des Reiches, in dem auch die albanische Sprache anerkannt sein sollte. In diesem politischen Umfeld waren eine Reihe von Autoren tätig, die heute zu den Klassikern der albanischen Literatur zählen. Sie arbeiteten an der Schaffung einer einheitlichen Schriftsprache, gründeten die ersten Zeitungen, publizierten Gedichte, schrieben die ersten Schulbücher und gründeten die ersten kulturellen Vereine ihres Volkes. Dabei überwanden sie mit der Zeit auch die konfessionellen Grenzen. Die kulturelle Aufbruchsphase in der zweiten Hälfte des 19. Jahrhunderts wird in der albanischen Geschichtsschreibung als Rilindja (dt. Wiedergeburt) bezeichnet.

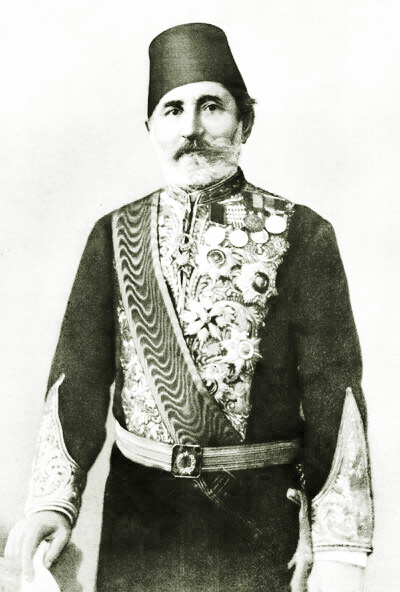
Von Pashko Vasa stammt das berühmte Poem O moj Shqypni („Oh Albanien“).

Die Biographien einiger bedeutender Autoren der Rilindja weisen bedeutsame Gemeinsamkeiten auf: Sie waren im osmanischen Staatsdienst tätig, lebten längere Zeit in der Reichshauptstadt Istanbul und sie engagierten sich politisch und publizistisch für die albanische Sache. Dies gilt z. B. für die beiden Frashëri-Brüder Naim und Sami ebenso wie für Pashko Vasa und Kostandin Kristoforidhi. Allen gemeinsam ist auch eine große patriotische Begeisterung und eine daraus resultierende unkritische Sicht auf die tatsächliche kulturelle Situation des albanischen Volkes in jener Zeit.
Kristoforidhi (1827–1895) veröffentlichte 1857 ein Memorandum für die albanische Sprache, in dem er die Notwendigkeit einer einheitlichen Schriftsprache begründete und damit die Initialzündung für die diesbezüglichen Bemühungen in den folgenden Jahrzehnten gab. Literarisch machte sich der orthodoxe Christ als Bibelübersetzer einen Namen. Von ihm stammt die erste vollständige Übertragung des Neuen Testaments und der Psalmen ins Albanische. Kristoforidhi erarbeitete dabei sowohl eine Version im gegischen als auch eine im toskischen Dialekt, denen er somit den gleichen Rang für die Literaturproduktion verlieh. Seine eigenständigen Werke sind weniger literarischer denn sprachpraktischer und didaktischer Natur. 1867 war er der führende Kopf einer Kommission von Literaten, die das so genannte Stamboller Alphabet (eine leichte Adaption der Lateinschrift) als Standard für den Druck albanischer Bücher festlegte.
Naim Frashëri (1846–1900) war vor allem Lyriker und ist bis heute ein häufig gelesener Klassiker der albanischen Literatur. Er schrieb Epen, bei denen er sich an den Stil Vergils anzulehnen suchte (Bagëti e bujqësija) oder Stilelemente der persischen Poesie aufnahm (Qerbelaja). Wie so viele albanische Schriftsteller hinterließ er auch ein Werk über den albanischen Nationalhelden Skanderbeg. Naims Bruder Sami (1850–1904) hat sich als Schriftsteller vor allem in türkischer Sprache hervorgetan. Aus seiner Feder stammt der erste türkische Roman, das erste Drama und die erste Enzyklopädie in jener Sprache. Für die albanische Kultur ist er vor allem als Schulbuchautor und Verfasser der politischen Schrift Albanien – was war es, was ist es, was wird es werden. Gedanken und Betrachtungen über die unser geheiligtes Vaterland Albanien bedrohenden Gefahren und deren Abwendung von Bedeutung. Ebenso wichtig ist sein Wirken als Organisator und Herausgeber. 1879 war Sami Frashëri Mitbegründer der Istanbuler Gesellschaft für den Druck albanischen Schrifttums, und als Chefredakteur leitete er die in der Hauptstadt erscheinenden albanischsprachigen Zeitschriften „Drita“ (1884) und „Dituria“ (1885).
Pashko Vasa (1825–1892) war vor allem politisch tätig. Als Schriftsteller benutzte er meistens die französische Sprache. Auf Albanisch schrieb er das bekannte Poem O moj Shqypni, das die Liebe zur Heimat thematisiert und bis heute eine Art heimliche Hymne der Albaner ist. Zum Istanbuler Kreis um Vasa und die Frashëri-Brüder gehörte auch Jani Vreto (1822–1900), der einige philosophische Schriften verfasst hat.
Etwa zur selben Zeit wie die Autoren der Rilindja wirkte in Italien Girolamo de Rada (1814–1903). Sein literarisches Schaffen war von den geistigen Strömungen seiner italienischen Heimat beeinflusst, dem politischen Liberalismus des Risorgimento und der Romantik in der italienischen Literatur. Seine teils im Dialekt der Arbëresh, teils auf Italienisch verfassten Werke sind aber in der halb mythischen mittelalterlichen albanischen Geschichte angesiedelt. Von Bedeutung sind die Canti di Milosao, die Canti storici albanesi di Serafina Thopia und Skënderbeu i pafat (dt. Der unglückliche Skanderbeg). 1848 gründete de Rada die Zeitung „L'Albanese d'Italia“, eine zweisprachige italienisch-albanische Publikation und die erste Zeitung überhaupt, in der albanischsprachige Artikel abgedruckt wurden. Weitere italo-albanische Autoren dieser Epoche sind Gavril Dara i Riu (1826–1885) und Giuseppe Serembe (1844–1901). Sie hinterließen einige lyrische Werke, die erst nach ihrem Tode unter anderem von Giuseppe Skiroi in Druck gegeben wurden. Skiroi (1865–1927) selbst gehört bereits der nächsten Generation albanischsprachiger Autoren in Italien an. Er schrieb Epen und Gedichte und betätigte sich als Sammler von Volksliedern der Arbëresh. Im Gegensatz zu den vorgenannten italo-albanischen Autoren hatte Skiroi auch enge Kontakte zu Schriftstellern in Albanien.
Zur zweiten Generation der modernen albanischen Literaten zählen Männer wie Gjergj Fishta aus Shkodra, Asdreni aus Korca, Andon Zako Çajupi aus der südalbanischen Gegend Zagoria und der aus Epirus stammende Faik Konica. Sie traten um 1900 mit ihren ersten Werken an die Öffentlichkeit und prägten dann das literarische Leben in den ersten beiden Jahrzehnten nach der Unabhängigkeit Albaniens im Lande selbst und in der Diaspora. Asdreni gehörte zur großen albanischen Exilgemeinde in Rumänien, wie etwa auch Naum Veqilharxhi, Autor der ersten albanischen Fibel (Evetar, 1844). Er schrieb Gedichte zu einem breiten Themenspektrum, leitete den albanischen Kulturverein Dija und gründete in Constanța eine albanischsprachige Elementarschule. Aus seiner Feder stammt der Text der albanischen Nationalhymne. Çajupi lebte als Kaufmann in Ägypten. Er schuf poetische Werke mit patriotischer Thematik. Konica war in erster Linie Diplomat, Literaturkritiker und -förderer. Er gründete 1897 in Brüssel die Zeitschrift „Albania“. Die Zeitschrift veröffentlichte Beiträge in Französisch und Albanisch. Sie bot einerseits westlichen Lesern einen Zugang zu zeitgenössischen albanischen Autoren, andererseits vermittelte sie albanischen Intellektuellen Informationen über die kulturelle Entwicklungen im Westen.
Der Franziskanerpater Gjergj Fishta (1871–1940) führte 1902 das Albanische als Unterrichtssprache am katholischen Gymnasium von Shkodra ein. 1908 war er Mitbegründer der einflussreichen Kulturvereinigung Bashkimi (dt. Eintracht), daneben war er auch als Redakteur und Herausgeber zweier Zeitungen tätig. 1908 vertrat er Shkodra und die katholische Kirche auf dem Kongress von Monastir, der endgültig das lateinische Alphabet als verbindlich für die albanische Schriftsprache festlegte. Dieser Beschluss und die 1912 ausgerufene staatliche Unabhängigkeit Albaniens markieren auch eine gewisse Zäsur in der albanischen Literaturgeschichte. Die Autoren der folgenden Jahrzehnte standen sprachlich auf einem sicheren Fundament. Das galt nicht nur für die Schreibweise, vielmehr war das Albanische nun auch eine anerkannte Literatursprache, deren Gebrauch sich von selbst verstand und nicht mehr begründet oder gerechtfertigt werden musste. Darüber hinaus wuchs der Kreis der potentiellen Leser, da nun langsam ein albanischsprachiges Schulwesen aufgebaut wurde. Die ersten Schritte dazu unternahmen noch während des Ersten Weltkriegs die Besatzungsmächte Österreich-Ungarn (in Nordalbanien) und Frankreich (im Südosten des Landes).

## Zwischenkriegszeit
Die neue politische Situation nach dem Ersten Weltkrieg bewirkten eine deutliche Erweiterung des Themenspektrums in der albanischen Literatur. Während die 1920er Jahre noch von den Traditionen der Rilindja geprägt waren, fand die albanische Literatur im Jahrzehnt vor dem Zweiten Weltkrieg Anschluss an moderne europäische Entwicklungen. Die absolute Dominanz patriotischer Themen wurde gebrochen, und die Autoren der Zwischenkriegszeit wandten sich nun vermehrt anderen Stoffen zu. Neben Lyrik und Epik gewannen nun auch andere literarische Gattungen etwas an Boden: die Novelle, das Essay, Theaterliteratur. So veröffentlichte z. B. Gjergj Fishta mit Anzat e Parnasit schon 1907 eine kleine Sammlung Satiren, 1911 das Melodram Shqiptari i qytetnuem und 1914 seine Tragödie Judas Makkabäus. Gleichwohl ist sein bedeutendstes Werk Lahuta e Malësisë (dt. Die Laute des Hochlands) ein Versepos. Wichtiger Einfluss für dieses Werk war vermutlich der von Shtjefën Gjeçovi zusammengetragene epische Zyklus Lieder der Grenzkrieger, der zuvor nur von Barden mündlich überliefert worden war.
Fan Noli (1882–1965) ist vor allem als Mitbegründer einer eigenständigen albanischen orthodoxen Kirche und als Politiker in die Geschichte seines Landes eingegangen. Er betätigte sich aber auch literarisch und war nicht zuletzt ein bedeutender Übersetzer. Noli übertrug die liturgischen Texte der Orthodoxie ins Albanische, und er übersetzte einige Dramen Shakespeares. Er schrieb auch einen Skanderbeg-Roman, ein Drama Die Israeliten und die Philister und eine Studie über den Komponisten Ludwig van Beethoven. Der größte Teil von Nolis literarischem Werk entstand, nachdem der Bischof 1924 ins Exil nach Amerika gegangen war.
Weniger als Dichter und Schriftsteller und mehr als Übersetzer des Korans tat sich Ibrahim Dalliu hervor.
Zwei junge Dichter lösten sich in der Zwischenkriegszeit von den religiösen Traditionen und waren somit Teil der modernen europäischen Literatur. Dies waren Migjeni (1911–1938), der in seinem kurzen Leben nur einen Gedichtband (Vargjet e lira, dt. Freie Verse) veröffentlichen konnte, und Lasgush Poradeci (1899–1987), von dem 1933 bzw. 1937 die Gedichtbände Vallja e yjve (Tanz der Sterne) und Ylli i zemrës (Stern des Herzens) erschienen. Auch die nihilistische Novelle Pse? (Warum?), die Sterjo Spasse (1918–1989) 1935 veröffentlichte, die im gleichen Jahr erschienenen Kurzgeschichten Ernest Koliqis (1903–1975) oder die sozialkritische Novelle Sikur t’isha djalë (Wenn ich ein Junge wäre) von Haki Stërmilli (1895–1953) sind Teil dieses Aufbruchs der albanischen Literatur in die Moderne des 20. Jahrhunderts. Als Dramatiker ist Etëhem Haxhiademi (1902–1965) erwähnenswert. Er schuf Tragödien, die inhaltlich und formal nicht modern waren, sondern sich an klassischen Vorbildern orientierten, gleichwohl aber von großer sprachlicher Schönheit waren, und dadurch viel zur Verfeinerung der albanischen Literatursprache beitrugen.
Die Jahre vor dem Zweiten Weltkrieg können als kurze Blütezeit der modernen albanischen Literatur gelten. Trotz gewisser Einschränkungen unter dem autoritären Zogu-Regime erreichte das intellektuelle Leben Albaniens einen bemerkenswerten Höhepunkt. Die literarische Entwicklung wurde nicht nur von in Albanien lebenden Autoren getragen, vielmehr waren auch viele im Ausland lebende Autoren an der „Hinwendung zum Okzident“  bzw. zu Europa beteiligt, die allerdings heute eine nostalgische Verklärung erfährt. Zahlreiche Intellektuelle hielten in der Vorkriegszeit Faschismus oder Kommunismus für aussichtsreiche Perspektiven einer Regenerierung der europäischen Kultur. Zwischen den Exilgemeinden in Rumänien, Italien, den USA und dem Mutterland gab es einen regen Austausch. Kaum beteiligt waren die Kosovo-Albaner, da es für sie im Jugoslawien der Zwischenkriegszeit kaum Publikationsmöglichkeiten gab.
Musine Kokalari (1917–1983), die 1941 ihre erste Sammlung von Märchen publizierte, gilt als erste Frau Albaniens, die als Schriftstellerin tätig war und ein Buch publiziert hat.

## 1945 bis 1990
Durch den Zweiten Weltkrieg und vor allem durch die Errichtung der kommunistischen Diktatur in Albanien kam es in der albanischen Literatur zu einem totalen Bruch mit den Vorkriegstraditionen. Die neuen Machthaber unter Führung Enver Hoxhas brandmarkten viele Angehörige der nichtkommunistischen intellektuellen Elite als Faschisten, und schon kurz nach Kriegsende begannen die Verfolgungen. Die von den Kommunisten angewandten Methoden reichten von Publikationsverbot über Gefängnis bis hin zur Todesstrafe. Tatsächlich hatten etliche Schriftsteller wie z. B. Vangjel Koça, Ismet Toto und Vasil Alarupit, deren Werke heute noch recht unkritisch rezipiert und immer wieder gedruckt werden, die faschistische Ideologie oder andere autoritäre Gesellschaftsentwürfe auf kemalistischer oder klerikaler Basis unterstützt. Andere hatten zwar in gewissem Umfang mit den Besatzern kollaboriert, um ihren Lebensunterhalt zu sichern, waren aber keineswegs Verfechter des Faschismus gewesen. Viele bedeutende albanische Intellektuelle wie Ernest Koliqi, Midhat Frashëri und Tajar Zavalani flohen ins Ausland. Der ersten Verfolgungswelle unmittelbar nach dem Krieg fielen die katholischen Autoren Ndre Zadeja, Lazër Shantoja, Bernardin Palaj und Anton Harapi zum Opfer. Sie wurden 1945 in Schauprozessen als „Klerikalfaschisten“ zum Tode verurteilt und exekutiert. 1947 richteten die Kommunisten den Bektaschi-Autor Baba Ali Tomori hin. 1951 ereilten den Priester und Schriftsteller Ndoc Nikaj und den Dichter Manush Peshkëpia das gleiche Schicksal. Der Dramatiker Etëhem Haxhiademi starb 1965 nach langer Haft im Gefängnis. Mehr oder weniger wurde eine ganze Generation von Autoren ausgelöscht oder außer Landes getrieben. Ihre Werke blieben bis zum Ende des Kommunismus 1990 verboten.
Durch die Verfolgungen der Kommunisten kam das literarische Leben Albaniens für mehr als ein Jahrzehnt fast ganz zum Erliegen. Erst seit Anfang der 1960er Jahre wurden wieder in größerem Umfang Bücher geschrieben und publiziert. Das Wenige, was vorher publiziert worden war, musste mit der von der Sowjetunion übernommenen stalinistischen Kulturpolitik konform gehen. Thematisch stand die Verherrlichung des Partisanenkampfs unter Führung der Kommunistischen Partei absolut im Vordergrund. In den 1950er Jahren studierten einige hundert Studenten in der Sowjetunion und anderen sozialistischen Ländern; darunter waren auch Sprach- und Literaturwissenschaftler. Diese prägten nach dem politischen Bruch mit der Sowjetunion (1961) die Literatur im Stil des sozialistischen Realismus.
Die von den Kommunisten erfolgreich betriebene Alphabetisierung auch der ländlichen Bevölkerung vermehrte die Zahl der potentiellen Leser in den 1950er und 1960er Jahren um ein Vielfaches. Erst seitdem waren in Albanien Bücher, Zeitungen und Zeitschriften tatsächlich zu Massenmedien im Sinne des Wortes geworden. Zur gleichen Zeit bekam die Albanologie durch die Gründung der Universität Tirana und der Albanischen Akademie der Wissenschaften eigene wissenschaftliche Institute. Durch diese Institutionalisierung der albanischen Philologie trennten sich die Sprach- und Literaturwissenschaft mehr und mehr von der literarischen Produktion. Nicht nur in der Epoche der Rilindija, sondern auch noch in der Zwischenkriegszeit waren es ja vor allem die Schriftsteller gewesen, die sich auch sprachwissenschaftlich betätigten, die Normierung der Schriftsprache vorantrieben und Schulbücher und Grammatiken verfassten.
Seit den 1960er Jahren gab es trotz der Einschränkungen durch die Diktatur vermehrt Publikationsmöglichkeiten für die Generation jüngerer Autoren, die sich dafür mit den Machthabern arrangieren mussten. Die seit 1961 wöchentlich erscheinende Literaturzeitschrift „Drita“ (dt. Licht), herausgegeben vom Schriftstellerverband, war das wichtigste Medium, in dem neue Autoren dem albanischen Publikum vorgestellt wurden. Die Wahl der Themen und der Ausdrucksformen war für die Schriftsteller stets eine Gratwanderung, denn die kommunistischen Zensoren urteilten sprunghaft und willkürlich. Trotzdem entstanden vor allem in den 1970er und 1980er Jahren viele Werke von bleibendem Wert.

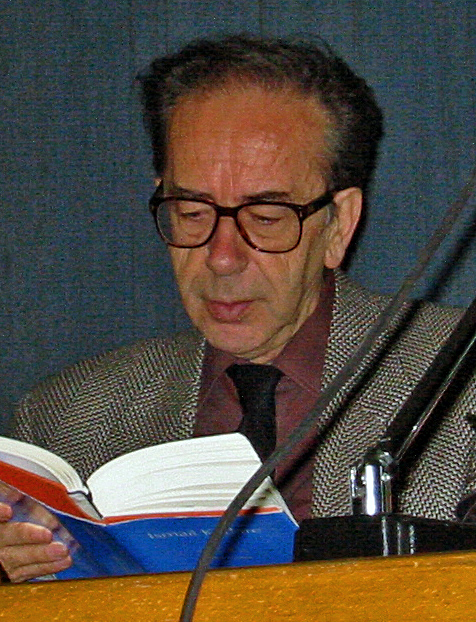
Ismail Kadare ist einer der wichtigsten albanischen Schriftstellern der Gegenwart.

1961 veröffentlichten Ismail Kadare und Dritëro Agolli, die zur neuen Schriftstellergeneration gehörten, ihre ersten größeren Gedichtsammlungen. Beide hatten in der Sowjetunion studiert. Sie stiegen in der Folgezeit ins sozialistische Establishment auf, waren Parlamentsabgeordnete und Agolli wurde 1973 Vorsitzender des Schriftstellerverbands.
Kadare wandte sich bald der Prosa zu und verfasste in den folgenden Jahrzehnten zahlreiche Romane. Seit den 1970er Jahren war er der einflussreichste Schriftsteller seines Landes. Als einziger wurde er auch im Ausland bekannt und geschätzt. Seine Bücher wurden in zahlreiche europäische Sprachen übersetzt. Kadares Bekanntheit und Beliebtheit ermöglichten es ihm, in seinen Werken – wenn auch in verklausulierter Form – die gesellschaftlichen Zustände in Albanien zu reflektieren und in gewissem Umfang auch zu kritisieren. In dieser Hinsicht war sein Wirken fast singulär, andere Autoren kamen damals schon für weniger deutliche Worte ins Gefängnis. Von Seiten der albanischen Exilanten wurde Kadare als politischer Opportunist kritisiert, der sich seine relative Freiheit mit der Nähe zum Diktator Enver Hoxha erkauft habe. Vor der antikommunistischen Revolution ging Kadare 1990 für einige Jahre ins französische Exil. Er ist auch in der Gegenwart ein produktiver und in Albanien viel beachteter Autor.
Dritëro Agolli, der nach einer politischen Säuberungswelle 1973 an die Spitze des Schriftstellerverbands kam, hatte seine Karriere mit zwei Gedichtbänden und einigen regimekonformen Novellen über den Partisanenkampf begonnen. Bei den Lesern geschätzt wurde er vor allem für seine Satire Shkëlqimi dhe rënia e shokut Zylo, einer Kritik an der sozialistischen Bürokratie. Auch Agolli konnte seine Karriere nach 1990 fortsetzen.
Sabri Godo aus dem südalbanischen Delvina wurde vor allem als Autor historischer Romane bekannt. Neshat Tozaj aus Vlora erregte 1989 mit seiner Novelle Thikat (Die Messer) Aufsehen, in der er den Unterdrückungsapparat der Geheimpolizei Sigurimi kritisierte. Fatos Kongoli aus Elbasan arbeitete in der kommunistischen Zeit zeitweise als Kulturredakteur. Vor der Wende konnte er einige Erzählungen und den Roman Ne të tre (Wir drei) veröffentlichen. Seinen großen Durchbruch hatte Kongoli erst nach 1990; er zählt heute zu den populärsten und produktivsten Erzählern in albanischer Sprache. Er wird auch im Ausland verlegt und gelesen. Sein 1999 in deutscher Übersetzung erschienener erfolgreicher Roman Die albanische Braut spielt im Albanien der politischen Säuberungen.
Es ist bemerkenswert, dass die meisten namhaften Autoren der sozialistischen Zeit aus Südalbanien, also dem toskischen Sprachgebiet stammen. Neben den bereits genannten gilt dies auch für Naum Prifti, Teodor Laço, Kiço Blushi und Sulejman Mato. Dies hängt damit zusammen, dass in der kommunistischen Elite die Tosken dominierten und die Verfolgungen, die Literaten aus dem vormals bürgerlich geprägten Shkodra, dem kulturellen Zentrum des Nordens, besonders hart getroffen hatte.

## Seit 1990
„Nach einem halben Jahrtausend der Sprachlosigkeit und einem halben Jahrhundert der Zensur dürfen die Albaner jetzt endlich schreiben, was sie wollen. Aber manchmal scheint es fast, als wollten sie nicht mehr.“

Nach der Wende konnten auch durch das kommunistische System benachteiligte Autoren ihre Werke publizieren oder publizistisch tätig werden. Zu diesen zählen der als Dissident bekannte Fatos Lubonja und der ebenfalls inhaftiert gewesene Lyriker Visar Zhiti, der später Kulturminister und Diplomat wurde. Beide verfassten während der Haft heimlich Werke. Auch der in Deutschland lebende Dichter Ferdinand Laholli durfte im kommunistischen Albanien keine Bücher veröffentlichen. Er emigrierte schon kurz nach der Wende wie auch die auf Italienisch schreibende Ornela Vorpsi, der meist auf Griechisch schreibende Gazmend Kapllani oder der ebenfalls in Deutschland lebende Romanschriftsteller Thanas Jorgji. Die auf Italienisch und Albanisch schreibende Elvira Dones war schon früher aus dem Land geflüchtet. Daneben nutzen auch zahlreiche weitere ältere und jüngere Autoren wie Luljeta Lleshanaku die Möglichkeit, frei zu schreiben und zu publizieren; andere wie Dhimitër Xhuvani konnten sich endlich von den Vorgaben des sozialistischen Realismus abwenden.
Zu den bekanntesten albanischen Dichterinnen der Gegenwart zählt Mimoza Ahmeti. Die Dichterin Ledia Dushi wurde stark dafür kritisiert, dass sie Werke im gegischem Dialekt ihrer Heimatstadt Shkodra verfasst hatte. Heute schreiben mehrere Autoren auf Gegisch, ohne auf nennenswerte Kritik zu stoßen.
Wie viele Albaner orientieren sich auch viele Autoren am Ausland. Etliche ausgewanderte albanische Autoren schreiben in der Sprache des Landes, wo sie wohnen, oder veröffentlichen Werke zuerst in Übersetzungen im Ausland. Anerkennung und Erfolg im Ausland ist für viele Autoren von größerer Bedeutung, während die Heimat wenig Anerkennung zurückzugeben mag.

## Moderne albanische Literatur im Kosovo
Am Beginn der albanischen Literatur im Kosovo steht der Dichter Esad Mekuli (1916–1993). Der in Belgrad ausgebildete Veterinärmediziner schrieb sozialkritische Gedichte und gründete 1949 die Literaturzeitschrift „Jeta e re“ (Neues Leben), der er bis 1971 als Chefredakteur vorstand. In diesen zwei Jahrzehnten war „Jeta e re“ fast die einzige Publikationsmöglichkeit für albanische Autoren in Jugoslawien, denn Druckgenehmigungen für Bücher in albanischer Sprache wurden nur selten erteilt. Einer der ersten kosovarischen Prosaautoren war Hivzi Sulejmani (1912–1975), der 1959 in Pristina einen ersten Band veröffentlichen konnte. Sein Roman Fëmijët e lumit tim (Die Kinder meines Flusses) aus dem Jahr 1969 zählt zu den im Kosovo sehr bekannten Büchern jener Zeit. Dies gilt in gleicher Weise für den 1958 gedruckten Roman Gjarpijt e gjakut (Die Schlangen des Blutes) von Adem Demaçi, der 28 Jahre als politischer Häftling in jugoslawischen Gefängnissen verbringen musste. In seinem bekannten Werk setzt sich Demaçi mit den gesellschaftlichen Folgen der Blutrache auseinander.
Mit dem Beginn Titos neuer Kosovo-Politik in den 1960er Jahren, die 1974 in der Autonomie der Provinz gipfelte, bekam auch die albanische Literatur im Kosovo viel bessere Entwicklungsmöglichkeiten. Bedeutsam war, dass Albanisch Schulsprache und die Literatur der Albaner Unterrichtsgegenstand wurde. Damit erweiterte sich der Kreis der potentiellen Leser innerhalb weniger Jahre auf ein Vielfaches. Gleichzeitig bildete sich an der Universität von Priština eine junge intellektuelle Elite heraus, aus der viele bis heute aktive albanische Literaten hervorgingen. Die 1970er Jahre waren eine Blütezeit der albanischen Literatur im Kosovo. Der ideologische Druck war zu jener Zeit in Jugoslawien viel geringer als in Albanien. Was die sprachliche Ausbildung junger Autoren angeht, konnte sich Pristina aber nicht mit Tirana messen. Ein Austausch zwischen den beiden albanischen Literaturzentren war wegen der geschlossenen Grenzen unmöglich. In den 1970er Jahren begann die Karriere des Schriftstellers und bedeutenden Literaturkritikers Rexhep Qosja. 1974 veröffentlichte der damalige Leiter des Albanologischen Instituts der Universität Pristina seinen erfolgreichen Roman Vdekja më vjen prej syve të tillë (In solchen Augen liegt der Tod). Qosja ist bis heute (2013) eine zentrale Figur im literarischen Leben des Kosovo. Weitere Autoren, die die kosovarische Literatur in den letzten drei Jahrzehnten des 20. Jahrhunderts mitgeprägt haben, sind Ramiz Kelmendi, Azem Shkreli (1938–1997), Nazmi Rrahmani, Luan Starova, Teki Dërvishi, Musa Ramadani, der ins Deutsche übersetzte Arif Demolli (1949–2017) und Beqir Musliu (1945–1996).

## Moderne albanische Autoren in der Diaspora und im Exil
Die Literatur der Arbëresh spielte nach dem Zweiten Weltkrieg im gesamtalbanischen Kontext keine so große Rolle mehr. Einerseits war die literarische Produktion in Albanien und später auch im Kosovo stark angewachsen, andererseits ging die Zahl der Albanisch Sprechenden und Schreibenden in Italien durch Assimilierung immer mehr zurück. Gleichwohl haben auch in der Nachkriegszeit Arbëresh Beiträge zur albanischen Literatur geleistet. Als Beispiel sei der Priester Domenico Bellizzi (1918–1989) aus Kalabrien genannt, der unter dem Pseudonym Vorea Ujko Gedichte veröffentlichte. Sammelbände seiner poetischen Werke wurden auch in Albanien und im Kosovo gedruckt.
Als bedeutende Exilautoren der zweiten Hälfte des 20. Jahrhunderts seien Arshi Pipa und Martin Camaj genannt. Pipa lebte seit 1957 in den USA, wo er den albanischen Kulturverein Vatra leitete und zahlreiche Werke in seiner Muttersprache veröffentlichte. Camaj war Professor für albanische Sprachwissenschaft und Literatur in München. Er schrieb selbst Romane, Kurzgeschichten und Gedichte.
Der in Montenegro geborene Kaplan Burović (1934–2022) emigrierte in den 1960er Jahren nach Albanien und lebte später in Genf.